# Spink & Son
Spink & Son är ett auktionshus som grundades 1666. De är främst kända för sin handel med mynt, sedlar och medaljer men även frimärken, vin och sprit och andra samlarföremål.

## Historia
John Spink grundade en guldsmeds- och pantbanksverksamhet nära Lombard Street, London, 1666. Den stora branden i London orsakade en tillfällig omlokalisering innan Spink återvände till den återuppbyggda Lombard Street.
I januari 1778 blev Marshall Spink lärling hos John Flude på 2 Gracechurch Street där de handlade med smycken, mynt och andra hushållsmöbler.
1793 drog sig Flude tillbaka och Marshall blev ansvarig för lokalerna på Gracechurch Street samt en pantbanksverksamhet i Windsor. 1807 blev hans son Daniel lärling hos familjeföretaget, och Spink & Son instiftades. Efter 1800 öppnades fler butiker i Barbican och på Great Surrey Street men alla stängdes 1812. 2 Gracechurch Street blev företagets huvudadress under resten av 1800-talet.
På 1830-talet började Spink även handla med konst, porslin och bronsskulpturer. På 1880-talet köpte de Soho Mint och började designa och tillverka medaljer,
Under 1900-talet flyttade företaget till King Street och ett nära samarbete med Christies auktionshus inleddes. De fortsatte att expandera ut i världen och öppnade kontor i New York i juni 1981 och Melbourne, Australien i oktober samma år. År 1993 förvärvades resulterade samarbetet med Christies i att Christies köpte in sig i Spink & Son.
Den 20 mars 2000 flyttade Spink & Son sitt huvudkontor till 69 Southampton Row. Christie's sålde sin andel i företaget i mars 2002.